# The Searchers
The Searchers sind eine britische Rockgruppe, die besonders in den 1960er Jahren erfolgreich war und mehrere Hits hatte. Ihre bekanntesten Titel sind Needles and Pins, Sugar and Spice, Sweets for My Sweet, Love Potion No. 9 und When You Walk in the Room.
Die Gruppe stammt wie die Beatles aus Liverpool und wird der Musikrichtung des Mersey Beat zugerechnet.

## Geschichte
The Searchers wurden 1960 in Liverpool gegründet. Die ursprüngliche Besetzung bestand aus John McNally, Mike Pender (bürgerlich: Michael John Prendergast), Tony Jackson und Norman McGarry. Letzterer wurde allerdings kurz darauf durch Chris Curtis ersetzt. Die Gruppe benannte sich nach dem gleichnamigen Western The Searchers mit John Wayne.
Wie viele Beatgruppen Anfang der 1960er Jahre führte die Karriere der Searchers 1962 sie für einige Monate in den berühmten Hamburger Star-Club, wo sie allabendlich für eine Stunde auftraten.
Die Tatsache, dass Coverversionen ihrer größten Erfolge wieder die Hitparaden erreichten, führte dazu, dass die Searchers in das allgemeine Musikgedächtnis zurückgelangten und ihnen ein kleines Comeback beschert wurde, das sich vor allem in Auftritten bei Oldieshows darstellte. Von der Band, deren Frontmann Frank Allen (seit August 1964 in der Band) war, hatten sich 1986 Mike Pender’s Searchers abgespalten.
Die Searchers gaben auch noch Anfang des 21. Jahrhunderts ca. 250 Konzerte im Jahr und gastierten jedes Jahr mehrere Wochen in Neuseeland, Australien und Kanada. 2010 fanden Konzerte in Deutschland, Dänemark, Schweden und auf den Philippinen statt.
Im Januar 2010, nach ihrer Australien-Tournee, verließ der Schlagzeuger Eddie Rothe aus familiären Gründen die Gruppe. Für ihn folgt Scott Ottaway nach. Ende März 2019 gaben die Searchers ihr letztes Konzert. Die Trennung war bereits länger geplant und freundschaftlich, wurde aber 2023 wieder revidiert.
Die Band hat 2023 eine Tour durch Großbritannien durchgeführt und für 2024 die Fortsetzung bereits terminiert.

## Diskografie

### Alben
| Jahr | Titel Musiklabel Katalog-Nr.                     | Höchstplatzierung, Gesamtwochen, AuszeichnungChartplatzierungen (Jahr, Titel, Musiklabel Katalog-Nr., Platzierungen, Wochen, Auszeichnungen, Anmerkungen) | Höchstplatzierung, Gesamtwochen, AuszeichnungChartplatzierungen (Jahr, Titel, Musiklabel Katalog-Nr., Platzierungen, Wochen, Auszeichnungen, Anmerkungen) | Höchstplatzierung, Gesamtwochen, AuszeichnungChartplatzierungen (Jahr, Titel, Musiklabel Katalog-Nr., Platzierungen, Wochen, Auszeichnungen, Anmerkungen) | Anmerkungen                                                   |
| Jahr | Titel Musiklabel Katalog-Nr.                     | DE | UK | US | Anmerkungen                                                   |
| ---- | ------------------------------------------------ | --- | --- | --- | ------------------------------------------------------------- |
| 1963 | Meet The Searchers Pye NPL-18 086                | DE20 (3 Wo.)DE | UK2 (44 Wo.)UK | — |                                                               |
| 1963 | Sweets For My Sweet Philips PHL-48 052 L         | DE11 (5 Wo.)DE | — | — | Livealbum, Produktion für den deutschsprachigen Verkaufsmarkt |
| 1963 | Sugar and Spice Pye NPL-18 089                   | DE30 (3 Wo.)DE | UK5 (21 Wo.)UK | — |                                                               |
| 1964 | Meet The Searchers / Needles & Pins Kapp KL-1363 | — | — | US22 (21 Wo.)US | US-Album                                                      |
| 1964 | Hear Hear! Mercury MG-20 914                     | — | UK4 (17 Wo.)UK | US120 (8 Wo.)US | US-Album                                                      |
| 1964 | It’s The Searchers Pye NPL-18 092                | — | — | US97 (14 Wo.)US |                                                               |
| 1964 | This Is Us Kapp KL-1409                          | — | — | — | US-Album                                                      |
| 1965 | Sounds Like Searchers Pye NPL-18 111             | — | UK8 (5 Wo.)UK | — |                                                               |
| 1965 | The New Searchers LP Kapp KL-1412                | — | — | US112 (7 Wo.)US | US-Album                                                      |
| 1965 | The Searchers No. 4 Kapp KL-1449                 | — | — | US149 (2 Wo.)US | US-Album                                                      |
| 1972 | Needles and Pins                                 | DE19 (5 Wo.)DE | — | — |                                                               |
| 1980 | The Searchers                                    | DE28 (4 Wo.)DE | — | US191 (2 Wo.)US |                                                               |
| 2008 | The Very Best Of                                 | — | UK11 Silber · (7 Wo.)UK | — |                                                               |
| 2019 | Farewell Album – Greatest Hits & More            | — | UK35 (3 Wo.)UK | — |                                                               |

Weitere Alben
- Searchers (private Pressung)
- Take Me for What I’m Worth Pye NPL 18120
- Searchers – Smash Hits (C) Marble Arch MALS 640
- Searchers – Smash Hits Vol 2 (C) Marble Arch MALS 673
- The Searchers Hit Collection – Doppel-LP (C) Pye XBT 85904
- Second Take RCA SF8289
- Golden Hour of the Searchers (C) Pye GH 541
- Golden Hour of the Searchers Vol 2 (C) Pye GH 564
- The File Series – The Searchers Doppel-LP (C) Pye FILD 002
- When you Walk in the Room (C) Pye NSPL 18617
- Searchers Sire SRK 6082 (1979) and SRK 6086 (1980)
- Play for Today Sire SEK 3523
- Spotlight on The Searchers (1981) – Doppel-LP (C) PRT SPOT 1014
- Love Lies Bleeding – 10"-LP (C) PRT DOW 11
- Searchers Greatest Hits (C) Showcase SHLP 135
- Flashbacks – Sweets for My Sweet (C) PRT FBLP 8084
- Silver Searchers (25th Anniversary Doppel-Album) (C) PRT NRT 2
- The Searchers Hits Collection (C) PRT PYL 4002
- The EP Collection Vol. Two (C) See For Miles Records Ltd. 1992 SEECD 359
- The Searchers Play the System
- Rarities, Oddities & Flipsides PRT PYL 6019
- The Searchers Collection (C) Castle CCSLP 208
- The Searchers Ultimate Collection (C) Castle CTVLP 003
- The Searchers – Live in Germany BMC 25-101 (Rundfunkmitschnitt – limitierte Auflage von 150 Exemplaren)

### EPs
- Ain’t Gonna Kiss Ya 1963 (Pye – NEP 24177)
- Sweets for My Sweet 1963 (Pye – NEP 24183)
- Hungry for Love 1964 (Pye – NEP 24184)
- Play the System 1964 (Pye – NEP 24201)
- When You Walk in the Room 1964 (Pye – NEP 24204)
- Bumble Bee 1965 (Pye – NEP 24218)
- Searchers 65 1965 (Pye – NEP 24222)
- Four By Four 1965 (Pye – NEP 24228)
- Take Me for What I’m Worth 1965 (Pye – NEP 24263)
- The Searchers – Mini Monster 1971 (Pye – PMM 101)
- The Searchers 1978 (Pye – BD 113)
- Flashback – When You Walk in the Room 1980 (PRT – FBEP 105)

### Singles
| Jahr | Titel Album                                               | Höchstplatzierung, Gesamtwochen, AuszeichnungChartplatzierungen (Jahr, Titel, Album, Platzierungen, Wochen, Auszeichnungen, Anmerkungen) | Höchstplatzierung, Gesamtwochen, AuszeichnungChartplatzierungen (Jahr, Titel, Album, Platzierungen, Wochen, Auszeichnungen, Anmerkungen) | Höchstplatzierung, Gesamtwochen, AuszeichnungChartplatzierungen (Jahr, Titel, Album, Platzierungen, Wochen, Auszeichnungen, Anmerkungen) | Anmerkungen |
| Jahr | Titel Album                                               | DE | UK | US | Anmerkungen |
| ---- | --------------------------------------------------------- | --- | --- | --- | ----------- |
| 1963 | Sweets for My Sweet Meet The Searchers                    | DE44 (2 Wo.)DE | UK1 (16 Wo.)UK | — |             |
| 1963 | Sweet Nothins –                                           | — | UK48 (2 Wo.)UK | — |             |
| 1963 | Sugar and Spice                                           | — | UK2 (13 Wo.)UK | US44 (8 Wo.)US |             |
| 1964 | Needles and Pins It’s The Searchers                       | DE8 (4 Wo.)DE | UK1 (15 Wo.)UK | US13 (10 Wo.)US |             |
| 1964 | Don’t Throw Your Love Away It’s The Searchers             | DE37 (2 Wo.)DE | UK1 (11 Wo.)UK | US16 (11 Wo.)US |             |
| 1964 | Ain’t That Just Like Me –                                 | — | — | US61 (6 Wo.)US |             |
| 1964 | Some Day We’re Gonna Love Again The Searchers’ Smash Hits | — | UK11 (8 Wo.)UK | US43 (8 Wo.)US |             |
| 1964 | When You Walk in the Room Searchers’ Smash Hits Vol. 2    | — | UK3 (12 Wo.)UK | US35 (7 Wo.)US |             |
| 1964 | Love Potion No. 9 The Searchers’ Smash Hits               | DE23 (3 Wo.)DE | — | US3 (14 Wo.)US |             |
| 1964 | What Have They Done to the Rain The Searchers’ Smash Hits | — | UK13 (11 Wo.)UK | US29 (7 Wo.)US |             |
| 1965 | Bumble Bee Sounds Like Searchers                          | — | — | US21 (8 Wo.)US |             |
| 1965 | Goodbye My Love Searchers’ Smash Hits Vol. 2              | DE16 (7 Wo.)DE | UK4 (11 Wo.)UK | US52 (7 Wo.)US |             |
| 1965 | He’s Got No Love The Searchers’ Smash Hits                | — | UK12 (10 Wo.)UK | US79 (3 Wo.)US |             |
| 1965 | When I Get Home –                                         | — | UK35 (3 Wo.)UK | — |             |
| 1965 | Take Me for What I’m Worth                                | — | UK20 (8 Wo.)UK | US76 (7 Wo.)US |             |
| 1966 | Have You Ever Loved Somebody Searchers’ Smash Hits Vol. 2 | — | — | US48 (3 Wo.)US |             |
| 1971 | Desdemona –                                               | — | — | US94 (2 Wo.)US |             |

Weitere Singles
- 1965: Don’t You Know Why
- 1966: Take It Or Leave It
- 1967: Popcorn Double Feature/Lovers
- 1967: Western Union/I’ll Cry Tomorrow
- 1967: Second Hand Dealer/Crazy Dreams
- 1968: Umbrella Man/Over the Weekend
- 1969: Someone Shot The Lollipop Man
- 1969: Shoot ’Em Up Baby
- 1969: Kinky Kathy Abernathy/Suzanna
- 1971: Love Is Everywhere/And a Button
- 1972: Sing Singer Sing/Come on Back to Me
- 1972: Needles and Pins
- 1973: Vahevala/Madman
- 1974: Solitaire/Spicks and Specks
- 1979: Hearts in Her Eyes / Don’t
- 1979: It’s Too Late/This Kind of Love Affair
- 1981: Love’s Melody/Changing
- 1981: Another Night/Back to the War
- 1982: I Don’t Want to Be the One